# Panevėžyský kraj
Panevėžyský kraj (litevsky Panevėžio apskritis) je jedním z deseti litevských krajů, leží na severovýchodě země a hlavním městem je Panevėžys. Dalšími velkými městy v kraji jsou Rokiškis, Biržai, či Pasvalys. Podle informací ze začátku roku 2008 žije v kraji 284 235 obyvatel.

## Okresy (savivaldybės) v kraji
V Panevėžyském kraji je 6 administrativních celků na úrovni okresu (savivaldybės):
- Okres Biržai
- Okres Kupiškis
- Okres Panevėžys
- Okres Pasvalys
- Okres Rokiškis
- Statutární město Panevėžys